# الخرانة الرابعة
الخرانة الرابعة موقع أثري في الأردن . عُثر فيه على أدلة تشير إلى وجود نشاط بشري يرجع تاريخه إلى العصر الجليدي الأخير . يُعتقد أن هذا الموقع كان مأهولًا بالسكان في الفترة من 18900 إلى 16600 قبل الميلاد .

## الوصف
يقع الخرانة الرابعة في وادي الخرانة بالقرب من بلدة الأزرق في الأردن. اكتُشف لأول مرة عام 1955 من قبل العالم فريدريك إيفرارد زونر [الإنجليزية]. بدأت أعمال التنقيب في الموقع في فترة الثمانينات واستئنفت مرة أخرى عام 2008. وفي عام 2010 اكتُشفت قطعتين أثرتين (كوخ) يُعتقد أنهما من أقدم المباني السكنية في بلاد الشام. يغطي الموقع مساحة 21,000 متر مربع وهو أكبر المواقع المعروفة في المنطقة التي تعود إلى العصر البليستوسيني المتأخر .

كما عُثر على بقايا هياكل من الأخشاب ترجع لأوائل العصر الحجري القديم، كما عُثر على أدوات وكميات كبيرة من المغرة والأصداف البحرية في المنطقة، بالإضافة إلى ذلك اكتُشفت عام 2016 بقايا لجثث تعود إلى عام 19200 قبل الميلاد والتي ربما تم حرقها بطريقة قديمة من خلال وضعها فوق الاكواخ.